# Pregon
Pregon este o arie protejată (sit de importanță comunitară — SCI) din Croația întinsă pe o suprafață de 715,23 ha, integral pe uscat.

## Localizare
Centrul sitului Pregon este situat la coordonatele 45°25′14″N 13°50′49″E / 45.420426°N 13.847044°E.

## Înființare
Situl Pregon a fost declarat sit de importanță comunitară în iulie 2013 pentru a proteja 4 specii de animale.

## Biodiversitate
Situată în ecoregiunea mediteraneană, aria protejată nu include niciun habitat protejat.
La baza desemnării sitului se află mai multe specii protejate:
- amfibieni (1): Rana latastei
- nevertebrate (3): Coenonympha oedippus, Vertigo angustior, Vertigo moulinsiana